# Сало
Вижте пояснителната страница за други значения на Сало.
Сало̀ (на италиански: Salò) е град и община в провинция Бреша на област Ломбардия, Северна Италия. Разположен на бреговете на езерото Лаго ди Гарда. Населението му наброява около 10 300 жители, основният му поминък е туризмът.

## История
Сало е основан през римския период под наименованието Pagus Salodium, през средновековието става крепост на аристократическия род Висконти. През 1440 г., градът пада под властта на република Венеция.
В периода 1943 – 1945 Сало е столица на Италианската социална република, създадена от Мусолини. Позната е още и като Република Сало

## Култура
Името на Сало е известно главно покрай т. нар. Италианска социална република и филма на Пазолини „Сало, или 120-те дни на Содом“.

## Личности
Родени
- Луиджи Коменчини (1916 – 2007), италиански кинорежисьор